# Nuristan
Nuristan (en paixtu, نورستان [Nūristān]; en persa, نورستان [Nūrestān]) és una província de l'Afganistan al sud de les valls de l'Hindu Kush amb capital a Parun. A la província hi ha els rius Alingar, Pech, Landai Sin i Kunar, i la capital és a la vall del riu Parun. La superfície és de 9.225 km² i la població estimada (2006) era de 128.400 habitants.
Fins al final del segle xix era anomenat Kafiristan (país dels kafirs, on kafir vol dir "infidel") però després del 1896 els habitants es van fer musulmans i el nom regional va passar a ser Nuristan (Terra de la llum). Els nuristanis (abans kafirs) són un poble diferenciat format per unes dues-centes mil persones descendents de la primitiva població hindú empesa a les muntanyes pels invasors musulmans, on van conservar les seves creences i una llengua derivada dels sànscrit; la seva antiga religió era animista, politeista i xamanista. L'emir afganes Abdur Rahman Khan va conquerir la regió el 1895-1896 i hi va imposar l'islam. La província es va crear el 1989 (segregada de Laghman i Kunar) i de fet no fou operativa fins al 2001; els mujahidins en tenien el control i la seu de l'administració oficial estava en una província veïna (a Laghman). El 1989 es va proclamar a Nuristan l'estat Islàmic de l'Afganistan dirigit pel cap militar mujahidin Maulvi Afzal, que fou reconegut per Aràbia Saudita i Pakistan i es va dissoldre després del triomf dels mujahidins. El 2001 els americans hi van establir bases però el 2009 els talibans van aconseguir una victòria militar i quatre dies després les forces americanes es van retirar de la província que va quedar sota control taliban.

## Districtes

Districtes de Nuristan.

| Districte   | Centre  | Població | Area | Notes |
| ----------- | ------- | -------- | ---- | ----- |
| Bargi Matal |         |          |      |       |
| Du Ab       |         |          |      |       |
| Kamdesh     | Kamdish |          |      |       |
| Mandol      |         |          |      |       |
| Nurgram     |         |          |      |       |
| Parun       |         |          |      |       |
| Wama        |         |          |      |       |
| Want Waygal |         |          |      |       |